# 烏克蘭—英國關係
烏克蘭和英國之間的聯繫可以追溯到二戰剛結束時期。
第二次世界大战结束后，英國克莱门特·艾德礼政府招募不少乌克兰人在英國蘭開夏的温室中工作。大量的乌克兰人（主要是来自德国难民营的流离失所者）来到了英国。而来自波兰和德国军队的乌克兰战俘有些也在英国的城市定居。
1990年6月，英国首相玛格丽特·撒切尔访问了乌克兰苏维埃社会主义共和国，当时它還是苏联的一部分。
蘇聯解體後，英国于1991年12月31日承认乌克兰独立，英國也是第一个承认乌克兰独立的歐洲各共同體国家。1992年1月10日，乌克兰和英国建立了外交关系。乌克兰于1992年10月在伦敦设立了大使馆，2002年2月在爱丁堡设立了总领事馆。英国驻基辅总领事馆于1991年11月开业，1992年1月升格為大使馆。
1994年12月5日，烏克蘭、俄羅斯、美國和英國在匈牙利首都布達佩斯簽署《布达佩斯安全保障备忘录》。這份備忘錄主要關注烏克蘭無核化，以及「尊重烏克蘭現有領土的獨立和主權」、「避免使用武力等方式威脅烏克蘭」。
自烏克蘭親歐盟示威運動、俄羅斯吞併克里米亞和顿巴斯战争爆發以来，英国一直积极支持乌克兰，并公开谴责俄罗斯的行为。英国支持乌克兰加入欧洲联盟和北大西洋公约组织。
2021年11月，英国為应对俄罗斯军队在俄乌边境的集结，英方和乌克兰签署了一项协议，英国將向烏方提供猎扫雷舰、导弹快艇、巡防艦和其他海军设备。2022年1月，BBC有文章宣稱英國有法律上的義務捍衛烏克蘭的領土完整。

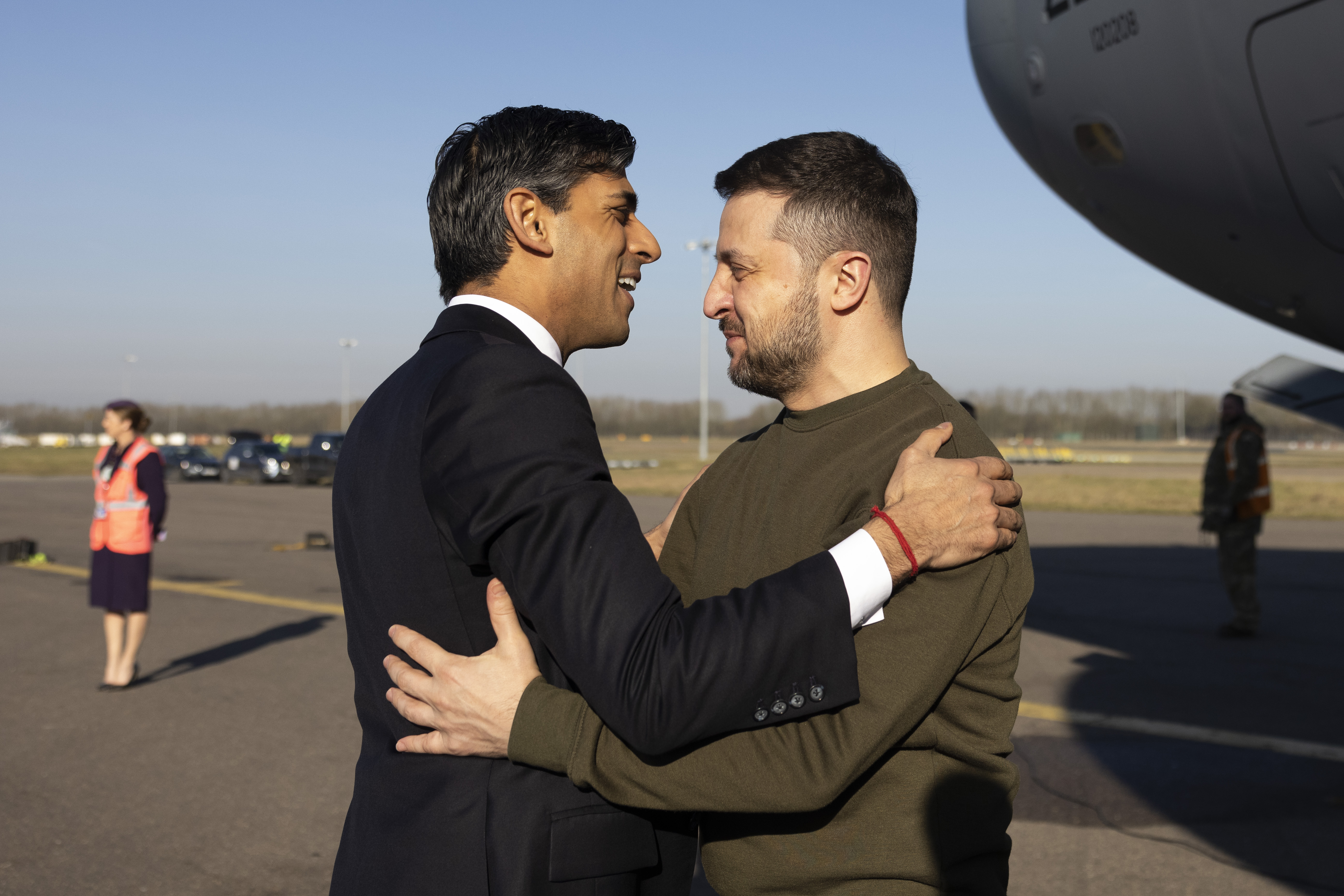
英國首相蘇納克在倫敦史坦斯特機場迎接來訪的澤倫斯基

2023年2月，烏克蘭總統澤倫斯基訪問英國，晉見首相蘇納克與國王查爾斯三世。
2024年1月12日，英国首相苏纳克和乌克兰总统泽连斯基在基辅签署了为期十年的安全合作协议。